# Giovanni degli Uberti
Giovanni degli Uberti (Mantova, ... – Mantova, 19 gennaio 1428) è stato un vescovo cattolico italiano.

## Biografia
Successe allo zio Antonio nella reggenza della diocesi di Mantova.
Sotto il suo episcopato Gianfrancesco Gonzaga, primo marchese di Mantova, nel 1418 accolse papa Martino V, reduce dal Concilio di Costanza durante il quale, nel 1417, venne eletto al soglio pontificio. Martino confermò il vescovo Giovanni nella sua carica e si trattenne sino a febbraio 1419.

Nel 1418 gli fece visita Bernardino da Siena, che convinse la marchesa Paola Malatesta, consorte di Gianfrancesco, nella costruzione del convento di Santa Paola, voluto per le clarisse francescane.

## Genealogia episcopale
La genealogia episcopale è:
- Vescovo Pietro Marcello
- Vescovo Giovanni degli Uberti